# 19524 Acaciacoleman
19524 Acaciacoleman este un asteroid din centura principală de asteroizi.

## Descriere
19524 Acaciacoleman este un asteroid din centura principală de asteroizi. A fost descoperit pe 23 decembrie 1998 la Kanab de Edwin E. Sheridan. Asteroidul prezintă o orbită caracterizată de o semiaxă mare de 2,65 ua, o excentricitate de 0,21 și o înclinație de 12,8° în raport cu ecliptica.